# Степова ділянка «Заздрість»
Степова ділянка «Заздрість» — ботанічна пам'ятка природи місцевого значення в Україні. Пам'ятка природи розташована на території Тернопільського району Тернопільської області, село Заздрість, західна околиця.
Площа — 6,00 га, статус отриманий у 1999 році.